# American Overseas Airlines
American Overseas Airlines en American Export Airlines waren luchtvaartmaatschappijen uit de beginjaren van de trans-Atlantische vluchten tussen de Verenigde Staten en Europa.
In 1950 ging American Overseas Airlines op in Pan American World Airways.

## Geschiedenis
AEA werd opgericht in 1937 als dochter van de scheepvaartmaatschappij American Export Lines. In de eerste jaren werd vooral gebruikgemaakt van vliegboten zoals de Sikorsky VS-44 en de Consolidated PBY Catalina of kortweg Catalina.
Vanaf 1945 ging de luchtvaartmaatschappij AEA zelfstandig verder, los van de scheepvaartmaatschappij. Meerdere partijen zagen toekomst in de aantrekkelijke trans-Atlantische verbindingen in de jaren direct na de Tweede Wereldoorlog en American Airlines wilde graag American Export Airlines overnemen om een aanval te doen om de dominantie van PAA ofwel PanAm Airlines. AEA werd op 5 juli 1945, na goedkeuring door de Amerikaanse overheid, overgenomen door American Airlines. In november veranderde de naam in American Overseas Airlines.
De eerste jaren werden de vluchten met vliegboten van AEA verzorgd vanaf de Marine Terminal van LaGuardia Airport op de lijn La Guardia, Botwood (Newfoundland) naar Shannon. Het Britse BOAC verzorgde een aansluitende verbinding van Shannon naar Londen via Croydon Airport.
In 1948 waren ook plaatsen als Amsterdam, Helsinki, Berlijn en andere Europese bestemmingen opgenomen in het vluchtschema.
AOA voerde de eerste naoorlogse lijndienst in tussen New York en Londen met een tussenlanding op Shannon Airport om bij te tanken. De eerste vlucht werd op 16 september 1945 uitgevoerd met een Douglas DC-4, vanaf New York via Boston, Gander (Newfoundland) en Shannon Airport, hoewel er dus al vanaf 1942 gevlogen werd vanaf Amerika naar Shannon in Ierland met bovengenoemde vliegboten.
In 1949 voerde AOA de Boeing Stratocruiser in op de trans-Atlantische route.
AOA werd in 1950 overgenomen door PanAm hoewel de Amerikaanse Civil Aeronautics Board (CAB) deze fusie blokkeerde. De Amerikaanse president Harry S. Truman deed dit besluit teniet. Op 25 september 1950 was de fusie een feit. De trans-Atlantische tak van PanAm is uiteindelijk opgegaan in Delta Airlines.
Het hoofdkantoor was gevestigd in Manhattan in New York.

## Ongelukken en incidenten
Op 3 oktober 1942 verongelukte de AEA Excalibur bij het opstijgen vanaf Botwood in Newfoundland. Direct na het opstijgen crashte het toestel door een verkeerde stand van de flaps. 5 van de 11 bemanningsleden en 6 van de 26 passagiers kwamen om bij dit ongeluk
Op 3 oktober 1946 kwamen alle 8 bemanningsleden en 31 passagiers om het leven toen Flagship New England, een Douglas DC-4 van AOA verongelukte op een vlucht van LaGuardia Airport naar Shannon Airport tijdens het klimmen vanaf Stephenville (Canada). Op ruim 11 km van het vliegveld stortte het toestel neer. Het toestel had een tussenlanding moeten maken op Gander, maar slecht zicht dwong het toestel om uit te wijken naar de luchthaven van Stephenville.
De vlucht had toestemming om op te stijgen van baan 30 maar de wind stond op dat moment haaks (90°) op baan 30 met een snelheid van 9 knopen. De bemanning kreeg daarom het advies van de toren om op te stijgen vanaf baan 07 en na opstijgen scherp naar rechts te draaien.
Het vliegtuig steeg op maar bleef vervolgens rechtuit vliegen en op 7,1 mijl van het einde van de landingsbaan vloog het vliegveld tegen een berg-richel op 1160 voet.

## Vloot
De vloot van AEA en AOA bestonden uit de volgende toestellen: (tussen haakjes aantallen per maatschappij of de combinatie AEA/AOA)
- Consolidated PBY Catalina of kortweg vliegboot Catalina (AEA)
- Douglas C-54 Skymaster (variant op de Douglas DC-4) (1 xAEA, 6 x combi)
- Sikorsky VS-44 (vliegboot) (1 x AEA, 2 x combi)
- Douglas DC-8 (combi)
- Doughlas C-47 Skytrain (2x combi)

en vervolgens specifiek voor AOA:
- Douglas DC-4 Skymaster: 7 x AOA
- Lockheed Constellation : 7 x AOA
- Boeing 377 Stratocruiser : 8 x AOA